# Palais Asmundo
Le palais Asmundo est un palais aristocratique de Palerme, situé via Pietro Novelli.

## Histoire
Le palais est construit entre 1615 et 1767 face à la cathédrale, le long du Cassaro élargi en 1567. Durant ce siècle et demi, il passe de la famille Joppolo, princes de Sant'Elia au président de la Justice Giuseppe Asmundo, marquis de Sessa.

## Architecture et mobiliers
Les fresques allégoriques de Gioacchino Martorana, peintre palermitain du XVIIIe siècle, sont agrémentés de stucs réalisés par la famille Serpotta.
Au premier étage, une alcôve est aménagée au XVIIIe siècle décorée de putti, de sarments de vigne et de tourterelles.
Le palais a conservé du mobilier ancien et abrite de riches collections de peintures, de coffres matrimoniaux des XVIe et XVIIe siècles, de céramiques siciliennes, de porcelaines napolitaines et françaises, d'armes anciennes, de pièces de monnaie et des cartes géographiques.

## Hôtes
Le palais accueille Marie-Christine de Bourbon-Siciles, fille de Ferdinand Ier, dans sa fuite de Naples avec son mari, duc de Gênes et de Sardaigne. 
Le palais abrite ensuite la famille Turrisi Colonna dont les illustres enfants : l'homme politique Nicolò Turrisi Colonna, la peintre Annetta Turrisi Colonna et la poétesse Giuseppina Turrisi Colonna.
Le voyageur français Gaston Vuiller évoque son séjour dans ce palais dans La Sicile, impressions du présent et du passé (1897). 